# ويليام أنتوني (رسام)
ويليام أنتوني (بالإنجليزية: William Anthony)‏ هو رسام أمريكي، ولد في 25 سبتمبر 1934 في Fort Monmouth ‏ في الولايات المتحدة.